# 羽盗類
羽盗類（うとうるい、Pennaraptora）は、手盗類に属する恐竜の一群である。

## 名称
学名および和名は「羽泥棒」の意。パーカー (2020)では、羽ラプトル類の和名が用いられている。

## 定義
オビラプトル・フィロケラトプス Oviraptor philoceratops、デイノニクス・アンティロプス Deinonychus antirrhopus、イエスズメ Passer domesticusを含むクレードとして定義された分類群である。